# Překážkový běh

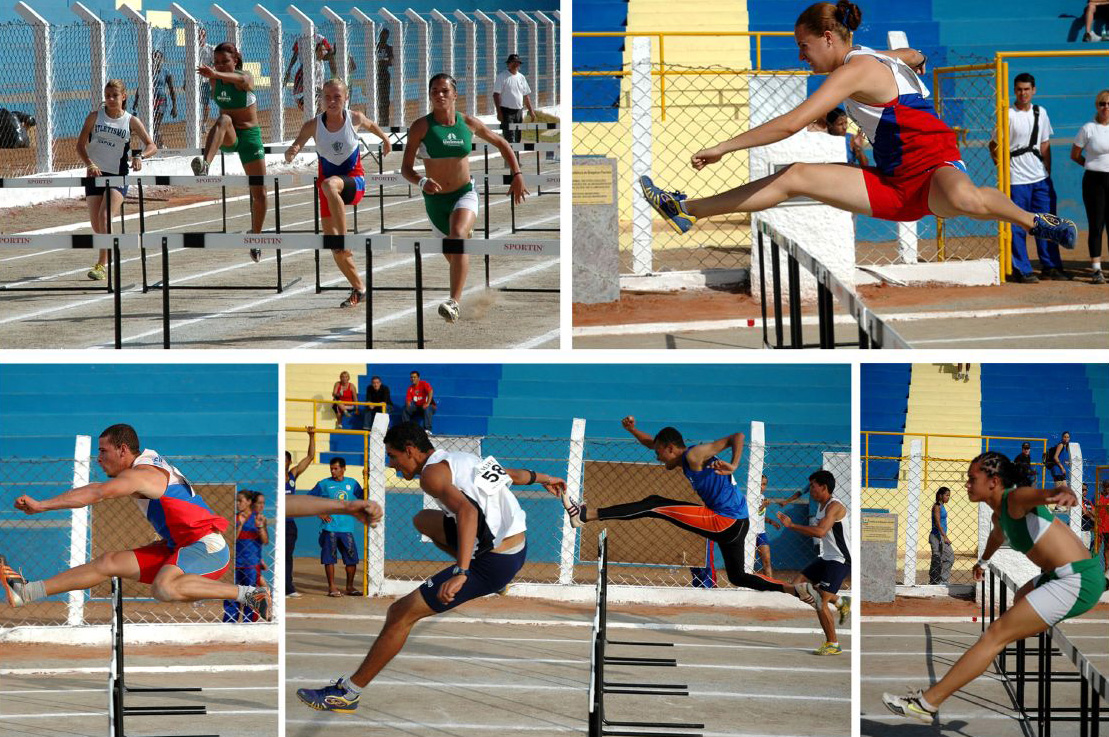
Překážkový běh

Překážkový běh je lehkoatletická sportovní disciplína. Běhá se na 50, 60, 100 (pouze ženy), 110 (pouze muži), 400 a 3000 m. Závody do 400 m včetně se běhají v oddělených drahách. Pro startovní povely, měření času a diskvalifikaci platí totéž co pro hladké běhy příslušné délky.
Překážky pro závody do 400 m včetně jsou konstruovány tak, aby je bylo možno porazit ve směru běhu (silou 3,6 až 4,0 N).
Závodník musí překonat všechny překážky. Za poražení jedné či více překážek není diskvalifikován, nesmí je však porazit úmyslně nebo rukou.
Jak na 100 m, tak na 110 m překážek závodníci startují z bloků (není podmínkou) a běží po rovince, na které je čeká 10 překážek. V ženském závodě je první překážka (vysoká 83,8 cm) 13 m od startovní čáry a vzdálenost mezi jednotlivými překážkami je 8,5 m. Po překonání poslední překážky zbývá závodnicím do cíle 10,5 m. V závodě mužů je první překážka (vysoká 106,7 cm) od startovních bloků vzdálena 13,72 m. Jednotlivé překážky jsou od sebe vzdáleny 9,14 m a poslední z nich je umístěna 14,02 m před cílovou čárou.

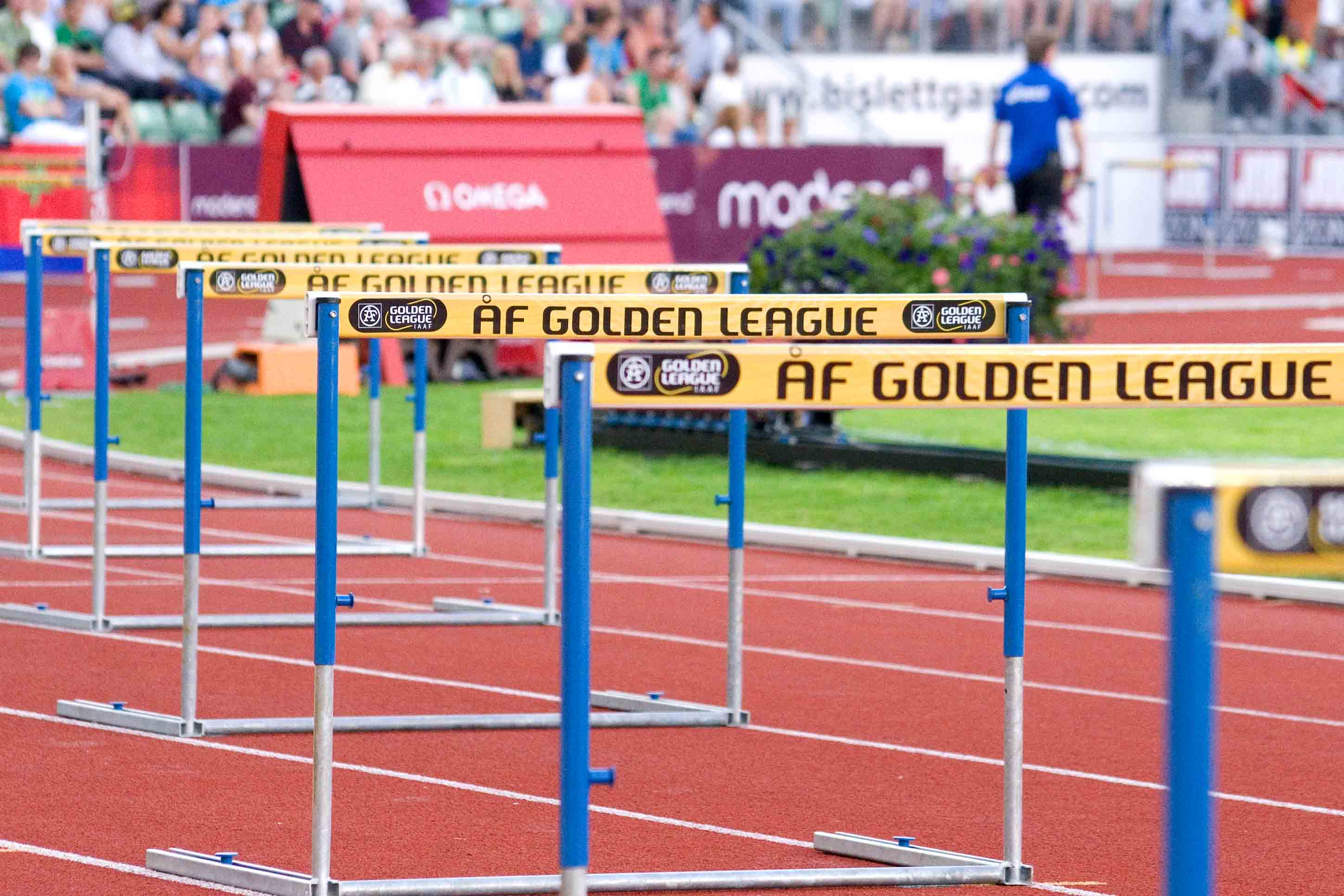
Překážky seřazené pro závod na 400 m na mítinku Zlaté ligy 2008 v Oslu.

V závodě na 400 m překážek závodníci startují z bloků (není podmínkou) a musí překonat 10 překážek stejně jako překážkářští sprinteři. Závodníci mají na startu handicapy podle startovních drah. Překážky jsou o něco nižší (91,4 cm pro muže a 76,2 cm pro ženy) než u sprinterského závodu. První překážka stojí 45 m od startu a vzdálenost mezi jednotlivými překážkami činí 35 m. Poslední překážka je 40 m před cílovou čárou.

Překážka pro závod na 3000 m.

V závodě na 3000 m překážek jsou překážky pevné, není možné je překotit. Běžec musí celkem překonat 28 normálních překážek a navíc ještě 7 překážek s vodním příkopem. V každém kole jsou čtyři normální překážky a jedna s vodním příkopem, která má být zařazena jako čtvrtá v pořadí. Přesná vzdálenost překážek pro tento závod není stanovena, ale bývá zpravidla 78 m. Všechny překážky pro závod na 3000 m jsou vyrobeny z masivního břevna, jejich výška je 91,4 cm pro muže a 76,2 cm pro ženy, délka minimálně 394 cm, šířka horní plochy je 12,7 cm. Vodní příkop, který je umístěn těsně za překážkou, je 366 cm dlouhý i široký. Hloubka vody bezprostředně za překážkou je 70 cm, dno pak rovnoměrně stoupá ke konci příkopu. Závodník si smí na překážku při jejím překonávání stoupnout nebo se jí dotknout rukou. Polovina prvního kola se běží bez překážek.